# Итальянский театр военных действий австро-прусско-итальянской войны

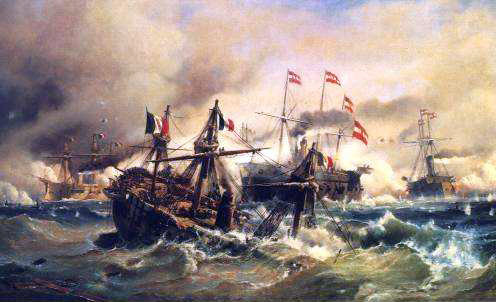
Морское сражение при Лиссе

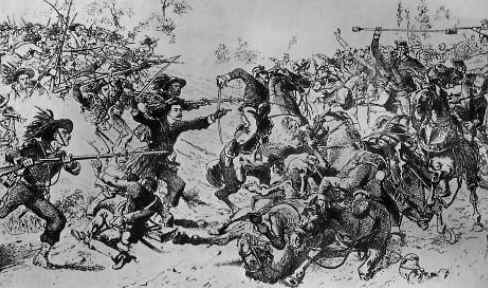
Вторая битва при Кустоце

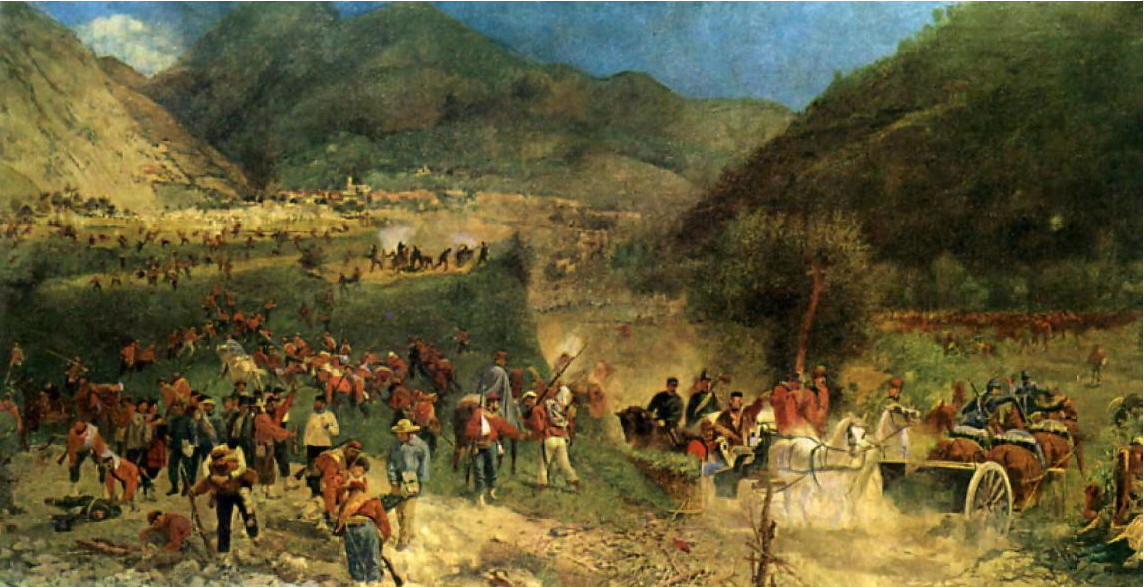
Битва при Бецекке

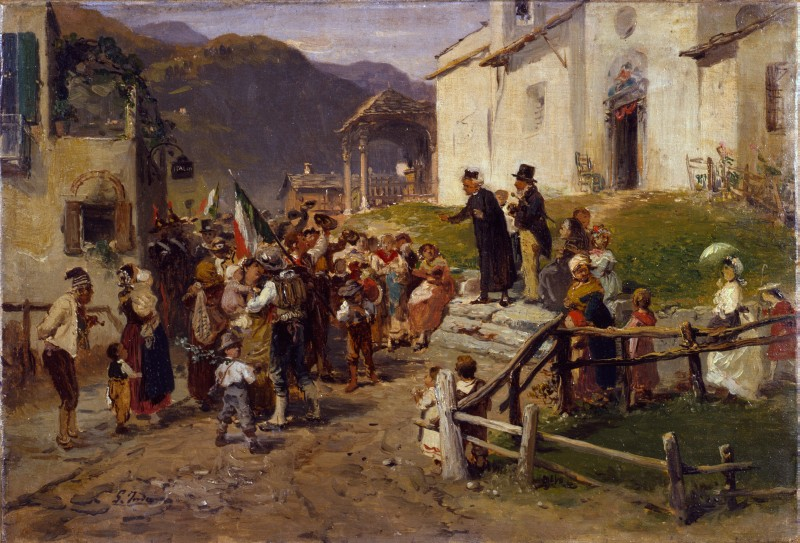
Уход добровольцев

Итальянский театр военных действий австро-прусско-итальянской войны (другие названия — Австро-итальянская война, Третья итальянская война за независимость) — часть Австро-прусско-итальянской войны, боевые действия между Королевством Италия и Австрийской империей. Завершилась победой Италии (в союзе с Пруссией), в результате которой в состав страны вошли Венеция и Рим.

## Предыстория
Виктор Эммануил II Савойский был коронован королём Италии 17 марта 1861 года; к этому моменту Италия была в основном объединена, но ещё не контролировала ряд территорий с преобладанием итальянского населения, в том числе Венецию и Лацио (вместе с Римом). Ирредентизм (итальянский термин для обозначения территорий страны, находящихся под иностранным господством, буквально означающий «неосвобождённые») создал состояние непрерывного напряжения во внутренней политике вновь созданного королевства, а также являлся краеугольным камнем его внешней политики.
Первая попытка захватить Рим была предпринята в 1862 году Джузеппе Гарибальди. Веря в нейтралитет короля, он отплыл из Генуи в Палермо. Собрав 1200 добровольцев, он вышел из Катании и высадился в Мелитоне, в Калабрии, 24 августа, чтобы достичь горы Аспромонте, с намерением дойти по полуострову до Рима. Пьемонтский генерал Энрико Чалдини, однако, направил войска полковника Паллавичино остановить ополчение. Гарибальди был ранен в ходе последовавшей битвы и взят в плен вместе со своими людьми.
Растущие расхождения между Австрией и увеличивающей своё влияние в других германских государствах Пруссией переросли в открытую войну в 1866 году, давая Италии повод вернуть Венецию. 8 апреля 1866 года итальянское правительство заключило военный союз с Пруссией при посредничестве Наполеона III во Франции. Итальянские армии во главе с генералом Альфонсо Ферреро Ла Мармора должны были открыть Южный фронт против австрийцев. Одновременно, пользуясь своим превосходством сил на море, итальянцы угрожали далматинскому побережью, вынудив Австрию переместить часть своих войск с центрального европейского фронта туда.

## Итальянские приготовления
В начале войны итальянское военное положение было осложнено следующими негативными факторами:
- незавершённое слияние армий Сардинского королевства и Королевства Обеих Сицилий, двух основных компонентов нового государства. Это было связано с ожесточённым сопротивлением в южной Италии последнего неаполитанского оплота в Гаэта (до 1861 года), а также тот факт, что войска бывшей неаполитанской армии по существу рассматривали завоевание их страны как колонизацию;
- ещё сильнее было соперничество между двумя флотами, которые легли в основу Regia Marina (единого итальянского флота);
- нерешённый вопрос о верховном командовании, уже оспаривавшийся между бывшим итальянским премьер-министром Камилло Бенсо Кавуром и королём Виктором Эммануилом с 1859 года и к моменту начала войны усугублённый невысокими военными способностями преемников Кавура. Король в конце концов решил остаться в качестве высшего командующего армией; несмотря на своё мужество, он не подходил для этой роли.

## Итальянское вторжение
Пруссия начала военные действия 16 июня 1866 года атакой на несколько немецких государств, находящихся в союзе с Австрией. Через три дня Италия объявила войну Австрии, начав военные действия с 23 июня.
Итальянские войска были разделены на две армии: первая, под командованием Ла-Мармора, была развёрнута в Ломбардии, к западу от реки Минчо, наступая на сильную австрийскую крепость Квадрилатеро, вторая, под командованием Энрико Чалдини, — в Романье, к югу от реки По, наступая на Мантую и Ровиго.
Ла Мармора первоначально прошёл через Мантую и Пескьера-дель-Гарда, но потерпел жестокое поражение под Кустоцей 24 июня. Чалдини, однако, не предпринимал наступлений в первый период войны, проведя лишь несколько операций и даже не осадив австрийскую крепость Боргофорте к югу от реки По.
Поражение под Кустоцей привело к отмене всех наступательных операций, а итальянцами принято решение о перегруппировке сил ввиду опасения австрийского контрнаступления. Австрийцы действительно воспользовались ситуацией, чтобы вторгнуться в Вальтеллину и Валь-Камонику (битва при Вецца-д’Огглио). Общий ход войны, однако, был обращён в пользу Италии благодаря победам прусской армии на севере, в особенности после их победы под Садовой 3 июля 1866 года. Австрийцы были вынуждены перевести один из своих трех армейских корпусов, развернутых в Италии, в Вену, сосредоточившись на обороне Трентино и Изонцо.

## Новое итальянское наступление
5 июля правительству Италии пришло известие о посреднических усилиях Наполеона III для урегулирования ситуации, которые позволили бы Австрии получить благоприятные условия мира с Пруссией, а также, в частности, решить вопрос о принадлежности Венеции. Ситуация для Италии складывалась непросто, так как её силы не смогли достичь никаких военных успехов на поле боя. Когда австрийцы передислоцировали часть своих войск в Вену, Ла Мармора предложил воспользоваться численным превосходством, одержать какую-либо крупную победу и тем самым улучшить условия мира для Италии.
14 июля, во время военного совета, состоявшегося в Ферраре, было принято решение о новом плане военных действий согласно следующим пунктам:
- Чалдини должен был провести основную армию в 150 000 солдат через Венето, в то время как Ла Мрамора с 70 000 солдат должен продолжать держать в осаде Квадрилатеро;
- Флот Италии под командованием адмирала Карло ди Персано должен был отплыть в Адриатическое море из Анконы, имея целью остров Лисса (Вис) в качестве мишени для завоевания после посадки;
- Добровольцы Гарибальди (под названием «Cacciatori delle Alpi»), усиленные регулярными войсками, должны были проникнуть в Трентино, пытаясь подойти как можно ближе к его главному центру, Тренто. Хотя у правительства была уверенность, что Венеция будет получена через бой или сдачу, судьба Трентино была сомнительной.

Чалдини пересёк реку По и оккупировал Ровиго (11 июля), Падую (12 июля), Тревизо (14 июля), Сан-Дона-ди-Пьяве (18 июля), Вальдобьядене и Одерцо (20 июля), Виченцу (21 июля) и, наконец, Удине, во Фриулии (22 июля). В это же время добровольцы Гарибальди продвинулись вперёд в Бресции в направлении Тренто, одержав победу в битве при Бецекке 21 июля.
Эти победы были, однако, были омрачены катастрофическим поражением части итальянской армии в битве при Кустоце 24 июня и итальянского военно-морского флота в битве при Лиссе (20 июля 1866 года). 9 августа, получив от короля приказ об отступлении с недавно завоёванных позиций, Гарибальди выполнил свою знаменитую телеграмму «Obbedisco!» («Я повинуюсь!») и отступил из Трентино.
Прекращение военных действий было отмечено Кормонским перемирием, подписаным 12 августа, после чего был подписан Венский договор от 3 октября 1866 года.

## Последствия
Договор включал уступку Венеции (с Мантуей и западной частью Фриулии) Франции (которая передала их Италии) и предоставление Железной короны (которую носили когда-то ломбардские короли Италии и Священной Римской империи, а также Наполеон Бонапарт).
«Освобождённые» земли были присоединены к Италии через плебисцит, состоявшийся 21 и 22 октября 1866 года.
После этого только Рим и Лацио остались за пределами Королевства Италии. «Взятие Рима» произошло в сентябре 1870 года, после чего состоялся плебисцит, утверждивший его объединение с остальной Италией.